# Ковнеристов, Вячеслав Петрович
Вячесла́в Петро́вич Ковнери́стов (20 марта 1973, Дубовское, Ростовская область, РСФСР, СССР) — российский футболист, вратарь. В Высшей лиге России сыграл 4 матча.

## Биография
Начал свою футбольную карьеру в любительской команде «Энергия» (Новочеркасск). В 1994—1996 годах был основным вратарём клуба «Спартак-Братский» (пос. Южный), игравшего в третьей лиге.
В 1997 году перешёл в челнинский «КАМАЗ-Чаллы». Первый матч в Высшем дивизионе России сыграл 21 марта 1997 года против волгоградского «Ротора» (0:5). Всего сыграл 4 матча в высшей лиге и пропустил в них 8 голов. Летом 1997 года Ковнеристов был отдан в аренду «Нефтехимику», а на следующий сезон вернулся в «КАМАЗ» и сыграл за него 27 матчей в первом дивизионе и два — в Кубке России.
В следующих сезонах выступал за «Ладу-Симбирск» (Димитровград) и новотроицкую «Носту». В 2001 году впервые пришёл в ростовский СКА и провёл в нём три неполных сезона.
В 2003 году перешёл в клуб премьер-лиги «Уралан» (Элиста), но не сыграл за него ни одного матча в чемпионате. После выступал на любительском уровне за ростовскую «Альтернативу».
В 2005 году играл во втором дивизионе за нижегородскую «Волгу», в 17 матчах (с учётом Кубка) отстоял на «ноль» и по итогам сезона был признан футболистом года в Нижегородской области по опросу еженедельника «Футбол-Хоккей НН».
В 2006 году вернулся в ростовский СКА и играл за него на протяжении четырёх сезонов, проведя за это время 65 матчей в турнирах первого и второго дивизионов, был капитаном команды. В 2009 году завершил профессиональную карьеру.
Затем начал работать тренером в ростовской «Академии футбола имени Виктора Понедельника». В 2012 году выступал за команду академии в чемпионате Ростовской области.